# Vektorprozessor

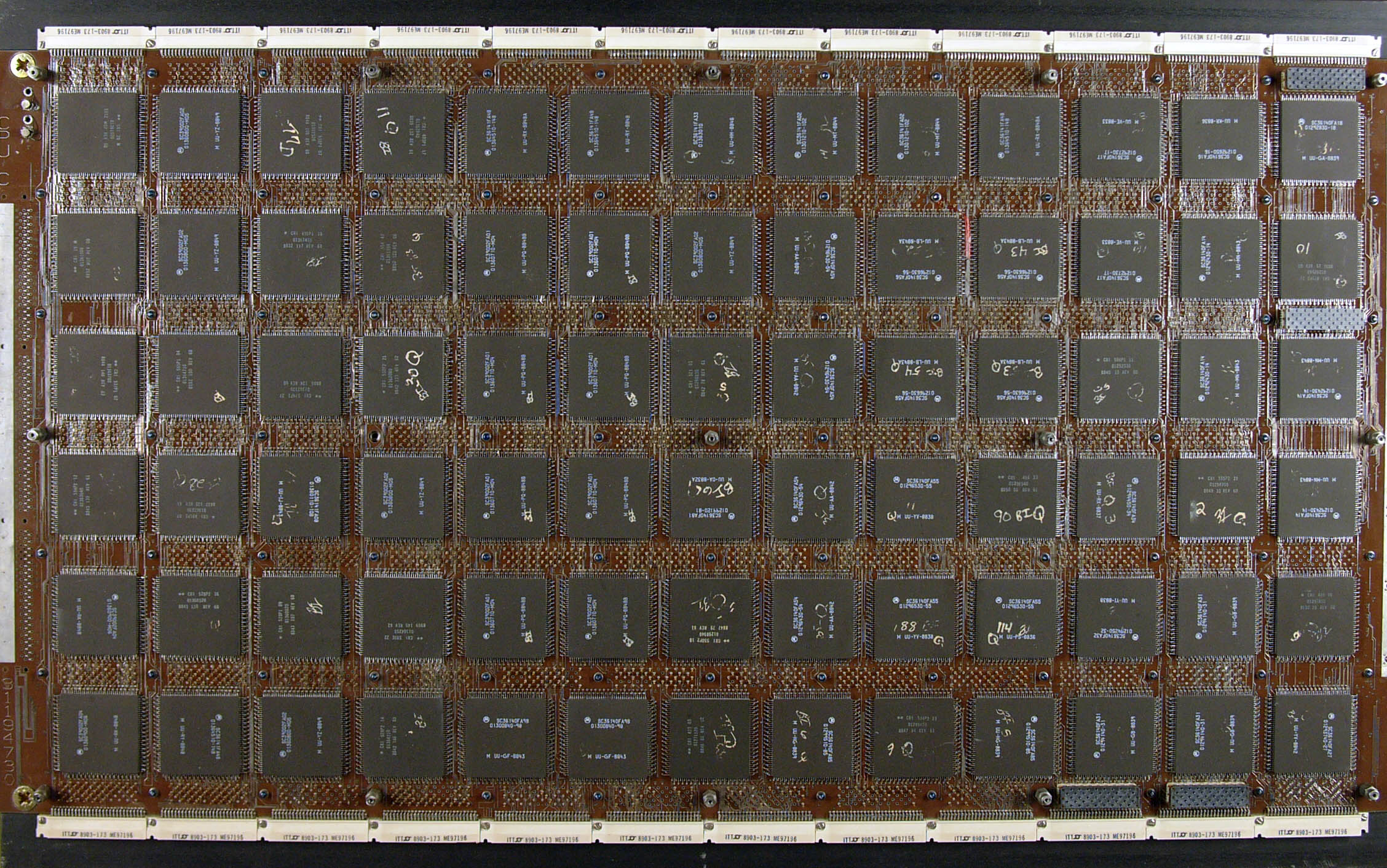
Prozessorplatine eines CRAY-YMP-Vektor-Computers

Vektorprozessoren (auch Vektorrechner oder Array-Prozessoren genannt) führen eine Berechnung gleichzeitig auf vielen Daten (in einem Vektor bzw. Array) aus. Wenn viele gleichartige Daten auf gleiche Weise bearbeitet werden sollen (beispielsweise bei Matrizenoperationen), sind Vektorprozessoren reinen Allzweck-Prozessoren (z. B. x86), die alle Daten nacheinander bearbeiten, weit überlegen. Dies ist zumindest dann der Fall, wenn der Vektorrechner auch einen parallelen Zugriff auf den Hauptspeicher hat.

## Funktionsweise und Anwendungsfelder
Vektorprozessoren werden vor allem im High-Performance-Computing (HPC) genutzt. Die Cray-Supercomputer nutzten Vektorprozessoren. Anbieter von Vektorrechnern waren NEC und die Convex Computer Corporation, etwa mit der C38xx-Serie, die Galliumarsenid-Technologie einsetzte, oder Fujitsu Siemens Computers mit ihrer VPP-Serie.
Gerade in HPC-Anwendungen fallen oft viele gleichartige Daten an, die auf ähnliche Weise verarbeitet werden sollen, so zum Beispiel bei Simulationen in der Meteorologie und Geologie, wo vielfach Vektorrechner verwendet werden.
Vektorrechner haben in den letzten Jahren große Konkurrenz durch massiv parallel aufgebaute Rechencluster bekommen, die aus vielen Tausend Standardprozessoren aufgebaut sind. Durch den Rückgriff auf Standardkomponenten, die über den HPC-Sektor hinaus verbreitet sind, lassen sich Kosten sparen, zumal solche Standardprozessoren durch die intensive technologische Entwicklung sehr leistungsfähig geworden sind. Noch günstiger geht es mit verteiltem Rechnen.
Wegen der Vorteile, die sich durch die gleichzeitige Ausführung einer Rechenoperation auf mehreren Daten ergeben (Single Instruction, Multiple Data, SIMD) haben auch Standardprozessoren seit den 1990er-Jahren Erweiterungen der jeweiligen Architektur erfahren, um diese Art von Berechnungen zu beschleunigen. Siehe dazu Architektur des x86-Prozessors oder AltiVec für PowerPC-Prozessoren.
Neben der oben genannten Anwendungen für Vektorprozessoren gehört auch die graphische Simulation zu einer Hauptanwendung. Gerade aufwendige 3D-Spiele verlangen enorm viele Berechnungen (Matrizenoperationen auf 3D-Koordinaten, Antialiasing der Bildschirmausgabe) auf großen Datenmengen, weshalb heutige Grafikprozessoren große Ähnlichkeiten zu reinen Vektorprozessoren aufweisen.

## Vektorprozessor bei der Arbeit

### MIPS-Architekturbeispiel
Anhand eines einfachen Beispiels soll der Unterschied zwischen Skalar- und Vektorprozessor gezeigt werden.
{\displaystyle Y=a\cdot X+Y}
X und Y sind zwei Vektoren gleicher Länge und a ist eine skalare Größe. Dieses Problem wird auf Skalarprozessoren durch eine Schleife gelöst. Die gleiche Schleife wird auch im LINPACK-Benchmark verwendet, um die Leistung der getesteten Rechner zu bestimmen. In C-Syntax sieht das folgendermaßen aus:
```
 
for
 
(
i
 
=
 
0
;
 
i
 
<
 
64
;
 
i
++
)

     
Y
[
i
]
 
=
 
a
 
*
 
X
[
i
]
 
+
 
Y
[
i
];

```

Hier wird angenommen, dass die Vektoren aus 64 Elementen bestehen.
In MIPS-Code sieht dieses Programmfragment folgendermaßen aus:
```
        
L.D
     
F0
,
 
a
          
; Skalar a laden

        
DADDIU
  
R4
,
 
Rx
,
 
#512
   
; letzte Adresse 512/8 = 64

 
Loop:
  
L.D
     
F2
,
 
0
(
Rx
)
      
; X(i) laden

        
MUL.D
   
F2
,
 
F2
,
 
F0
     
; a * X(i)

        
L.D
     
F4
,
 
0
(
Ry
)
      
; Y(i) laden

        
ADD.D
   
F4
,
 
F4
,
 
F2
     
; a * X(i) + Y(i)

        
S.D
     
0
(
Ry
),
 
F4
      
; Y(i) speichern

        
DADDIU
  
Rx
,
 
Rx
,
 
#8
     
; Index (i) von X inkrementieren

        
DADDIU
  
Ry
,
 
Ry
,
 
#8
     
; Index (i) von Y inkrementieren

        
DSUBU
   
R20
,
 
R4
,
 
Rx
    
; Rand berechnen

        
BNEZ
    
R20
,
 
Loop
      
; wenn 0, dann fertig

```

In VMIPS-Code sieht das Ganze jedoch so aus:
```
 
L.D
      
F0
,
 
a
       
; Skalar a laden

 
LV
       
V1
,
 
Rx
      
; Vektor X laden

 
MULVS.D
  
V2
,
 
V1
,
 
F0
  
; Vektor-Skalar-Multiplikation

 
LV
       
V3
,
 
Ry
      
; Vektor Y laden

 
ADDV.D
   
V4
,
 
V2
,
 
V3
  
; Vektor-Addition

 
SV
       
Ry
,
 
V4
      
; Resultat speichern

```

Dieses Beispiel zeigt, wie effizient der Vektorprozessor die Aufgabe löst. Bei VMIPS genügen sechs Befehle, während bei MIPS 64·9 + 2 = 578 Befehle ausgeführt werden. Hauptsächlich entfällt die Schleife. Bei VMIPS muss also nur ein Bruchteil der Befehle aus dem Speicher geholt und dekodiert werden.
Bei der MIPS-Architektur werden Multiplikationen und Additionen abwechselnd ausgeführt, das heißt die Addition muss immer auf die langsamere Multiplikation warten. Beim Vektorrechner hingegen werden zuerst alle unabhängigen Multiplikationen ausgeführt und darauf folgend alle abhängigen Additionen. Dies ist ein weiterer bedeutender Unterschied.

### Beispiel einer x86-Architektur, in Hochsprache eingebettet
Ein aktuelles x86-Prozessorarchitekturbeispiel unter Verwendung der SSE-Befehlserweiterung. Das Beispiel zeigt das vektorisierte Multiplizieren von Gleitkommazahl-Arrays einfacher Genauigkeit. Der gezeigte Quellcode ist in der Hochsprache „C“ geschrieben, mit wesentlichen Inline-Assembler-Anteilen (Intel-Syntax), welcher direkt mit dem GCC kompiliert werden kann.
```
//SSE-Funktion zum vektorisierten Multiplizieren von 2 Arrays mit Single-precision-Gleitkommazahlen

//Erster Parameter Zeiger auf Ziel/Quellarray, zweiter Parameter 2. Quellarray, dritter Parameter Anzahl der Gleitkommazahlen in jedem Array

//32-Bit-Version

void
 
mul_asm
(
float
*
 
out
,
 
float
*
 
in
,
 
unsigned
 
int
 
leng
)

{

     
unsigned
 
int
 
count
,
 
rest
;

     
rest
  
=
 
(
leng
*
4
)
%
16
;

     
count
 
=
 
(
leng
*
4
)
-
rest
;

     
if
 
(
count
>
0
){

     
// vectorized part; 4 floats per loop iteration

     
__asm
 
__volatile__
  
(
".intel_syntax noprefix
\n\t
"

     
"loop:                 
\n\t
"

     
"movups xmm0,[ebx+ecx] ;loads 4 floats in first register (xmm0)
\n\t
"

     
"movups xmm1,[eax+ecx] ;loads 4 floats in second register (xmm1)
\n\t
"

     
"mulps xmm0,xmm1       ;multiplies both vector registers
\n\t
"

     
"movups [eax+ecx],xmm0 ;write back the result to memory
\n\t
"

     
"sub ecx,16            ;increase address pointer by 4 floats
\n\t
"

     
"jnz loop              
\n\t
"

     
".att_syntax prefix    
\n\t
"

       
:
 
:
 
"a"
 
(
out
),
 
"b"
 
(
in
),
 
"c"
(
count
),
 
"d"
(
rest
)
:
 
"xmm0"
,
"xmm1"
);

     
}

     
// scalar part; 1 float per loop iteration

     
if
 
(
rest
!=
0
)

     
{

      
__asm
 
__volatile__
  
(
".intel_syntax noprefix
\n\t
"

     
"add eax,ecx           
\n\t
"

     
"add ebx,ecx           
\n\t
"

     
"rest:                 
\n\t
"

     
"movss xmm0,[ebx+edx]  ;load 1 float in first register (xmm0)
\n\t
"

     
"movss xmm1,[eax+edx]  ;load 1 float in second register (xmm1)
\n\t
"

     
"mulss xmm0,xmm1       ;multiplies both scalar registers
\n\t
"

     
"movss [eax+edx],xmm0  ;write back the result
\n\t
"

     
"sub edx,4             
\n\t
"

     
"jnz rest              
\n\t
"

     
".att_syntax prefix    
\n\t
"

       
:
 
:
 
"a"
 
(
out
),
 
"b"
 
(
in
),
 
"c"
(
count
),
 
"d"
(
rest
)
:
 
"xmm0"
,
"xmm1"
);

     
}

     
return
;

}

```

## Programmierung von Vektorprozessoren mit höheren Programmiersprachen
Das obige Beispiel ist direkt in der Maschinensprache codiert, was heutzutage allerdings nicht mehr üblich, aber durchaus möglich ist (SIMD Intrinsics oder Inline-Assembler-Code-Anteile).
Architekturen mit speziellen Maschinenanweisungen für Vektoren benötigen zur Nutzung dieser aus höheren Programmiersprachen entweder eine Unterstützung durch
- parallelisierende Compiler (also solche, die eine ganze Schleife im Quellcode in eine SIMD-Rechenanweisung umwandeln können)
- eine Spracherweiterung für die Generierung der Array-Funktionen
- oder zumindest durch spezielle Bibliotheksfunktionen

Zumindest in den letzten beiden Fällen muss der Softwareentwickler auf jeden Fall die Architektur kennen und die speziellen Funktionen dann auch verwenden, um die Vektorverarbeitung zu nutzen.